# Jemima Sumgong
Jemima Jelagat Sumgong (née le 21 décembre 1984) est une athlète kényane, spécialiste des courses de fond, championne olympique du marathon en 2016 à Rio.

## Biographie
Elle est originaire du district de Nandi au Kenya. Deuxième du Marathon de Boston 2012, elle remporte en 2013 le Marathon de Rotterdam et se classe deuxième du Marathon de Chicago où elle porte son record personnel à 2 h 20 min 48 s. En 2014, elle termine deuxième du Marathon de New York.
En 2015, elle termine sixième du marathon de Londres et quatrième du marathon des championnats du monde à Pékin.
En 2016, elle remporte le marathon de Londres puis le marathon féminin aux Jeux olympiques d'été de 2016, à Rio de Janeiro, en 2 h 24 min 04 s, devant la Bahreïnie d'origine kényane Eunice Jepkirui Kirwa (2 h 24 min 13 s) et l’Éthiopienne Mare Dibaba (2 h 24 min 30 s). Elle donne ainsi au Kenya, qui domine la scène internationale du marathon depuis deux décennies, sa première médaille d'or olympique après trois médailles d'argent, en 2004, 2008 et 2012.

### Dopage
Le 6 avril 2017, l'IAAF annonce que Jemima Sumgong a été contrôlée positive à l'EPO dans le cadre d'un programme de tests hors-compétition menés par la fédération. Elle écope d'une suspension de quatre ans. Le 25 janvier 2019, la sanction est multipliée par deux à 8 ans pour avoir menti et fourni de faux documents.

## Palmarès
| Date | Compétition           | Lieu           | Résultat | Épreuve  | Performance     |
| ---- | --------------------- | -------------- | -------- | -------- | --------------- |
| 2012 | Marathon de Boston    | Boston         | 2e       | Marathon | 2 h 31 min 52 s |
| 2013 | Marathon de Rotterdam | Rotterdam      | 1re      | Marathon | 2 h 23 min 27 s |
| 2014 | Marathon de Boston    | Boston         | 4e       | Marathon | 2 h 20 min 41 s |
| 2014 | Marathon de New York  | New York       | 2e       | Marathon | 2 h 25 min 10 s |
| 2015 | Marathon de Londres   | Londres        | 6e       | Marathon | 2 h 24 min 23 s |
| 2015 | Championnats du monde | Pékin          | 4e       | Marathon | 2 h 27 min 42 s |
| 2016 | Marathon de Londres   | Londres        | 1re      | Marathon | 2 h 22 min 58 s |
| 2016 | Jeux olympiques       | Rio de Janeiro | 1re      | Marathon | 2 h 24 min 04 s |

## Records
| Épreuve  | Performance     | Lieu    | Date            |
| -------- | --------------- | ------- | --------------- |
| Marathon | 2 h 20 min 48 s | Chicago | 13 octobre 2013 |